# ربایش و قتل هرش گلدبرگ-پولین
هرش گلدبرگ-پولین (۲۳ ساله) آمریکایی-اسرائیلی در جریان کشتار جشنواره موسیقی رعیم، که بخشی از حمله حماس به اسرائیل در ۷ اکتبر ۲۰۲۳ بود، زخمی و توسط حماس ربوده شد. جسد او در ۳۱ اوت ۲۰۲۴ توسط ارتش دفاعی اسرائیل در رفح، نوار غزه پیدا شد، دو-سه روز بعد از قتل او توسط حماس.

## زندگی‌نامه
هرش گلدبرگ-پولین در برکلی، کالیفرنیا به دنیا آمد و سپس در ریچموند، ویرجینیا زندگی کرد. در سال ۲۰۰۸ در سن ۷ سالگی با خانواده‌اش به اسرائیل مهاجرت کرد. هرش دو خواهر کوچکتر دارد.
گزارش شده که هرش از فوتبال برای نزدیک کردن کودکان اسرائیلی و فلسطینی استفاده می‌کرد. گلدبرگ-پولین در نیروهای دفاعی اسرائیل خدمت کرده و خدمت اجباری خود را در آوریل ۲۰۲۳ به پایان رساند.

## ربایش
هرش گلدبرگ-پولین در جشنواره موسیقی رعیم بود که حماس صبح ۷ اکتبر حمله کرد. حدود ساعت ۸:۰۰ صبح، او پیامکی به خانواده‌اش فرستاد: «دوستتان دارم». ده دقیقه بعد اضافه کرد: «متأسفم». در طول حمله، هرش، دوستش و دیگران در پناهگاهی در مزرعه پناه گرفتند. نظامیان حماس مکرراً به داخل پناهگاه نارنجک پرتاب کردند. دوستش شاپیرا قبل از اینکه کشته شود موفق شد هفت نارنجک را به بیرون پرتاب کند.
در طول حمله به پناهگاه، بازوی هرش از آرنج به پایین قطع شد. او توانست برای جراحت خود یک رگ‌بند درست کند. شاهدان زنده از پناهگاه تأیید کردند که دیده‌اند نظامیان، گلدبرگ-پولین زخمی و دیگران را با کامیون ربودند. اعضای خانواده‌اش ویدیوی گروگان گرفته شدنش را دیده‌اند. قطع بازوی چپ او، با استخوان نمایان، هنگام چرخیدن برای نشستن قابل مشاهده است.

## پوشش رسانه‌ای و تلاش برای آزادی
خانواده و دوستان هرش گلدبرگ-پولین یک کمپین رسانه‌ای و دیپلماتیک را برای آزادی وی راه‌اندازی کردند. در اواخر دسامبر ۲۰۲۳ گزارش شد که والدین گلدبرگ-پولین با تعداد زیادی از سیاستمداران در خصوص پسرشان صحبت کرده‌اند. آنها با سازمان ملل متحد در نیویورک و ژنو، پاپ فرانسیس، ایلان ماسک، رئیس‌جمهور ایالات متحده آمریکا جو بایدن، وزیر خارجه آمریکا آنتونی بلینکن، ۲۵ سناتور آمریکایی، ۷ فرماندار و چندین چهره تأثیرگذار دیگر صحبت کرده‌اند. مادرش هر روز پیراهنی با شماره‌ای چسبانده به آن می‌پوشید تا روزهای گروگانگیری پسرش را شمارش کند.

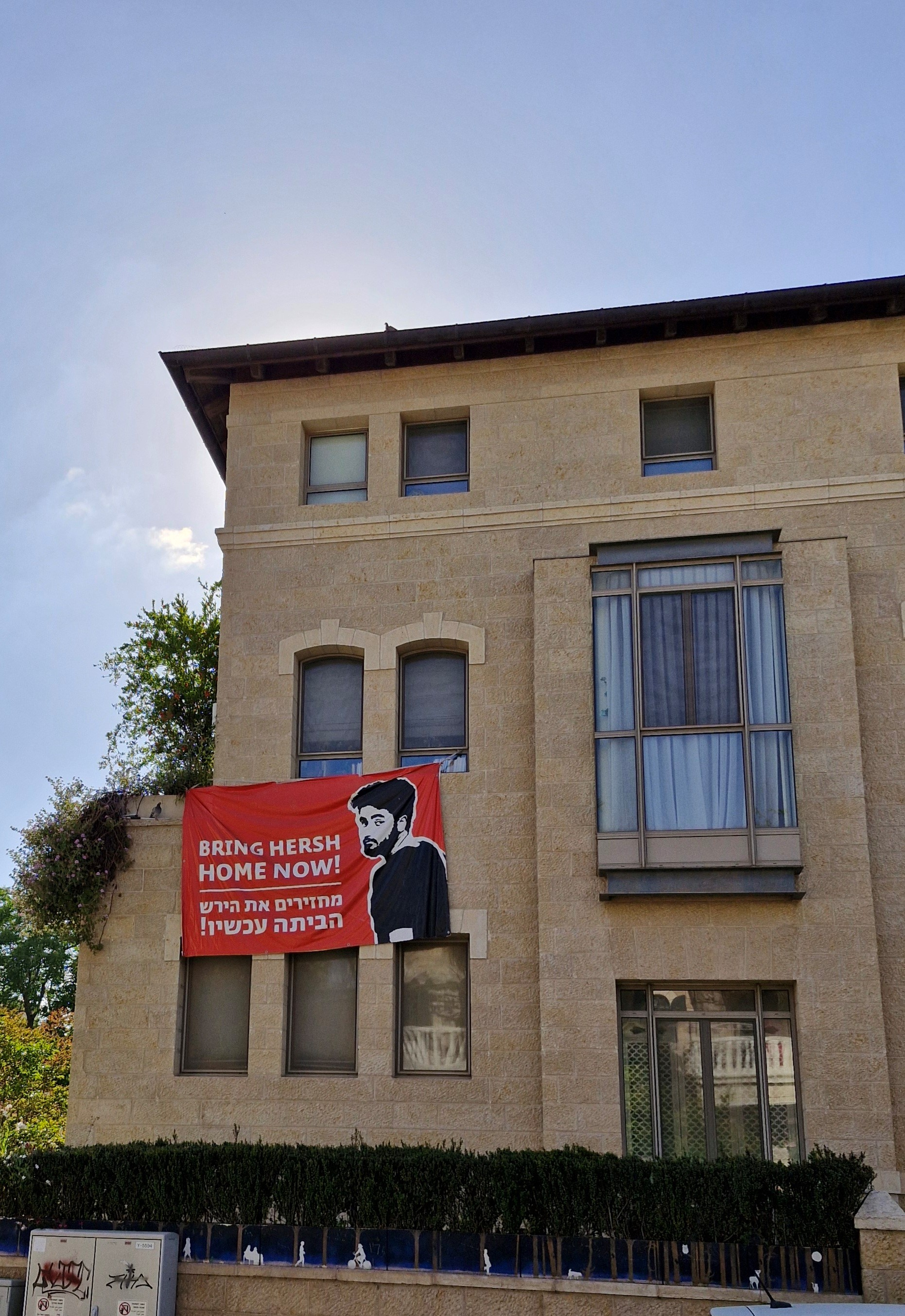
بنر ربوده شده از اسرائیل در مه ۲۰۲۴ از ساختمانی در اورشلیم آویزان شده است

در ۲۴ اکتبر راشل گلدبرگ، مادر هرش، در سازمان ملل در خصوص درخواست آزادی پسرش و سایر گروگان‌های حماس گفت: «چرا کسی فریاد نمی‌زند که این افراد به صلیب سرخ دسترسی داشته باشند؟ چرا کسی خواستار حداقل اثباتی از زندگی آنها نیست؟ این یک فاجعه انسان‌دوستانه جهانی است.» راشل همچنین در ۱۴ نوامبر در راهپیمایی حمایت از اسرائیل در واشینگتن دی‌سی حضور یافت و جمعیت را به فریادهای «آنها را اکنون به خانه بازگردانید!» تشویق کرد. او پرسید: «چرا جهان می‌پذیرد که ۲۴۰ انسان از تقریباً ۳۰ کشور ربوده و به زنده به گور شدن محکوم شده‌اند؟»
هرش گلدبرگ-پولین در آتش‌بس موقت در اواخر نوامبر ۲۰۲۳ که ۱۰۵ گروگان تبادل شدند، آزاد نشد. اعضای خانواده با نخست‌وزیر بنیامین نتانیاهو و کابینه جنگ اسرائیل همراه با دیگر اعضای خانواده گروگان‌ها ملاقات کردند تا درخواست از سرگیری مذاکرات برای یک آتش‌بس جدید را مطرح کنند. در ۲۷ دسامبر، زمانی که گزارش شد گلدبرگ-پولین قرار بود سفر جهانی خود را آغاز کند، پدرش و حدود ۵۰ نفر دیگر در فرودگاه بن گوریون جمع شدند تا به ادامه اسارت او توجه شود.
در ۲۴ آوریل ۲۰۲۴، حماس یک ویدئوی تقریباً ۳ دقیقه‌ای از هرش در اسارت منتشر کرد که در آن، او خود را معرفی می‌کند و می‌گوید دولت اسرائیل باید «شرمنده» باشد برای «انجام مأموریت خود در غزه» زیرا اسیران اسرائیلی در یک «جهنم زیرزمینی بدون غذا یا آب» گیر کرده‌اند. دست چپ گلدبرگ-پولین به ظاهر بهبود یافته بود. ویدئو تاریخ‌گذاری نشده بود، اما بر اساس گفته گلدبرگ-پولین که او تقریباً ۲۰۰ روز در اسارت بوده است، کارشناسان معتقدند که ویدئو به تازگی به نمایش درآمده است. پس از انتشار ویدئو، والدینش بیانیه‌ای صادر کردند و از دیدن و شنیدن او ابراز خوشحالی کردند، اما همچنین از همه رهبرانی که برای یک توافق گروگان کار می‌کنند درخواست کردند که به بازگرداندن او به خانه کمک کنند.

## بازیابی جسد
در ۳۱ اوت ۲۰۲۴، جسد هرش یکی از شش جسدی بود که از تونل حماس در رفح، غزه بازیابی شد. باور بر این است که هر شش نفر توسط اسیرکنندگان حماس از «فاصله نزدیک» ۲–۳ روز قبل اعدام شده‌اند. اسیرکنندگان در زمان بازیابی اجساد توسط نیروهای دفاعی اسرائیل حضور نداشتند.

جو بایدن، رئیس‌جمهور ایالات متحده، بیانیه‌ای صادر کرد که در آن گفت:
امروز، در تونلی زیر شهر رفح، نیروهای اسرائیلی شش جسد از گروگان‌های حماس را بازیابی کردند. یکی از گروگان‌هایی که توسط این تروریست‌های وحشی حماس کشته شده، یک شهروند آمریکایی به نام هرش گلدبرگ-پولین بوده است. من ویران و خشمگین هستم. هرش یکی از بی‌گناهان بود که به طرز وحشیانه‌ای در حالی که در یک جشنواره موسیقی برای صلح در اسرائیل در ۷ اکتبر شرکت کرد، مورد حمله قرار گرفت. او در حالی که به دوستان و غریبه‌ها کمک می‌کرد، دستش را از دست داد. او تازه ۲۳ ساله شده بود. او برنامه داشت که به سراسر جهان سفر کند. من با والدینش، جان و راشل، آشنا شدم. آنها شجاع، خردمند و استوار بوده‌اند، … رهبران حماس برای این جنایات تاوان خواهند داد. و ما به کار شبانه‌روزی برای دستیابی به توافقی برای آزادسازی باقی‌مانده گروگان‌ها ادامه خواهیم داد.